# Agapetes buxifolia
Agapetes buxifolia là một loài thực vật có hoa trong họ Thạch nam. Loài này được Nutt. ex Hook.f. mô tả khoa học đầu tiên năm 1857.

## Hình ảnh

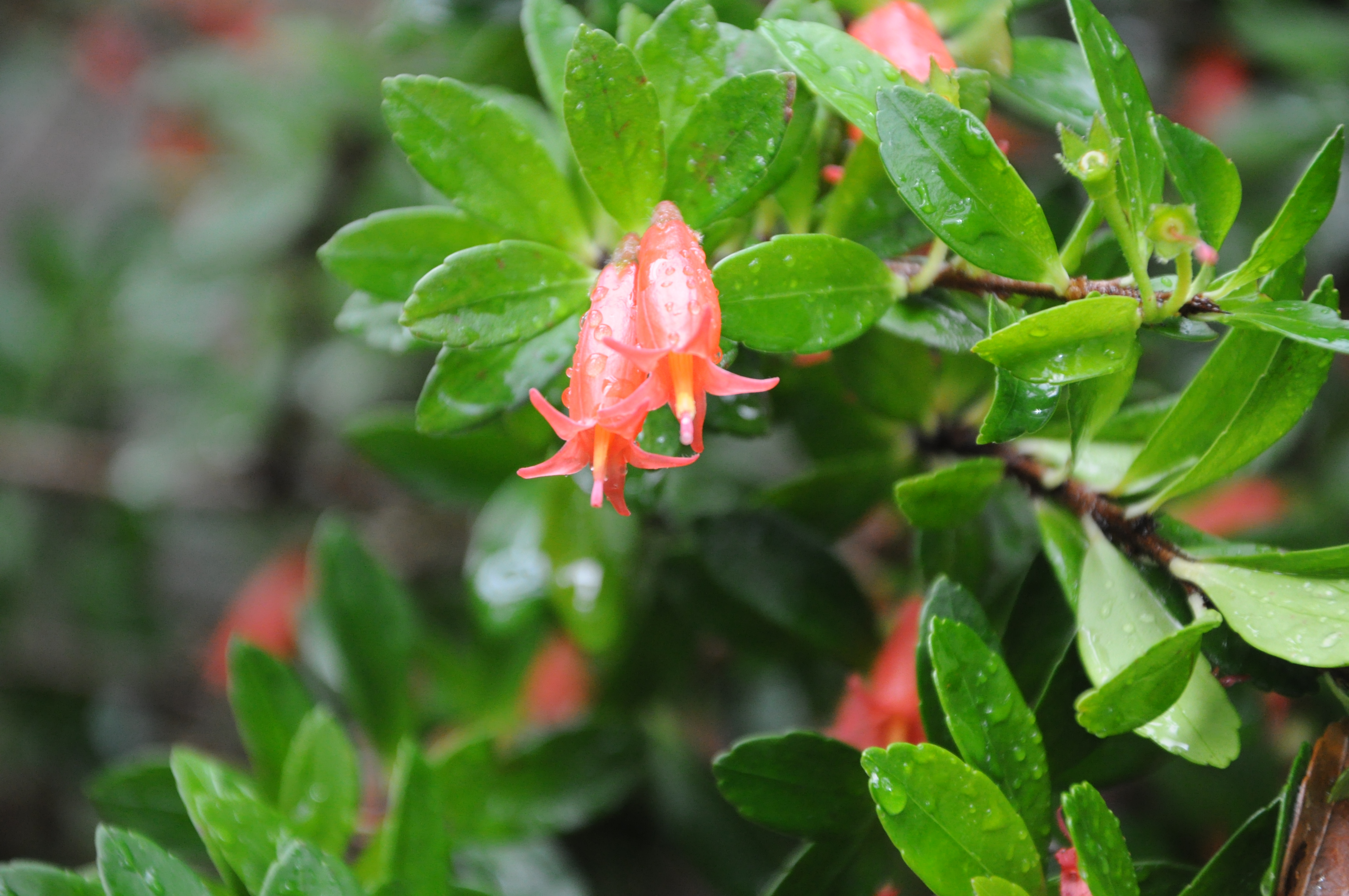
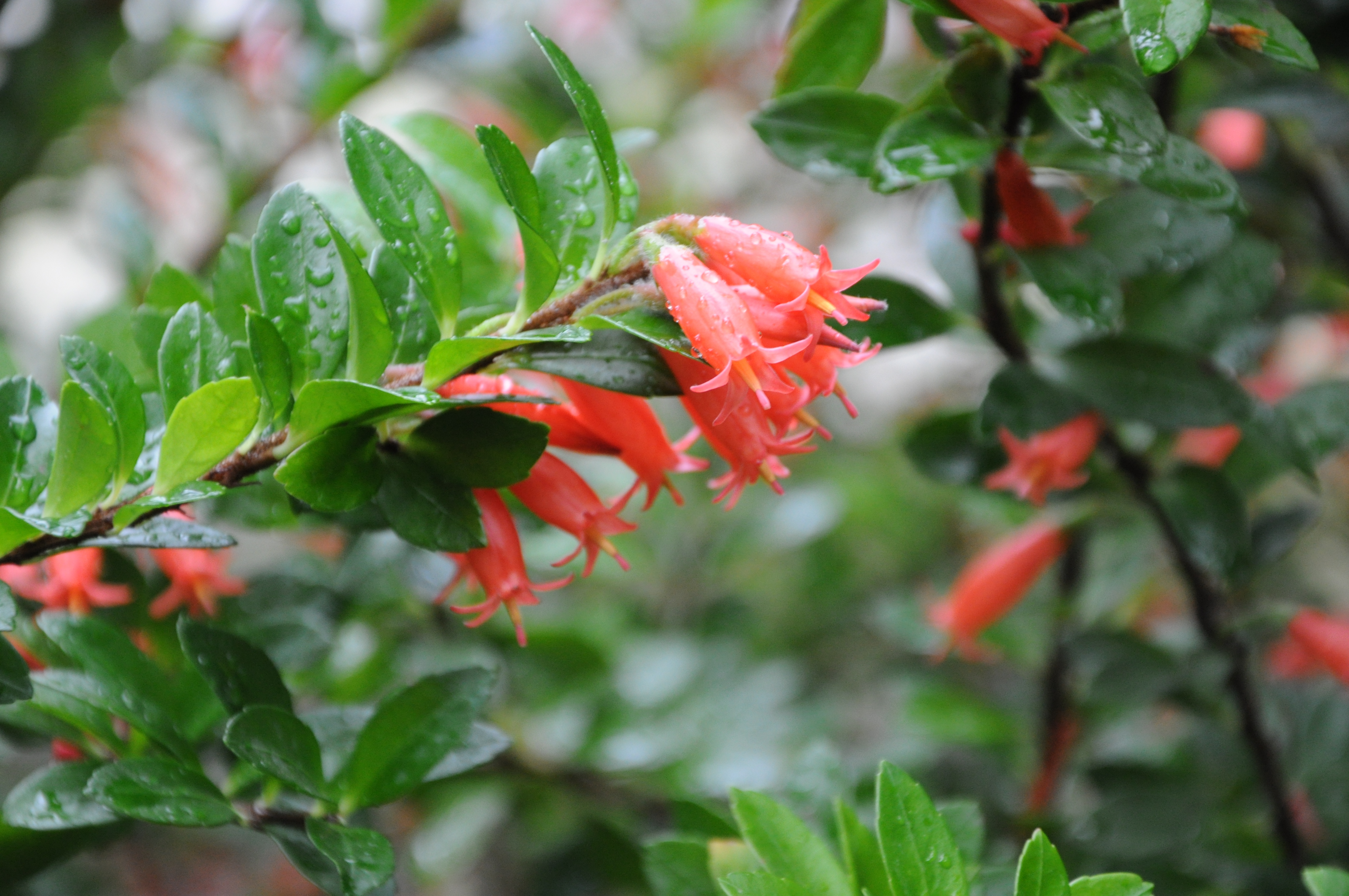